# Гомельский государственный технический университет
Го́мельский госуда́рственный техни́ческий университе́т и́мени П. О. Сухого (бел. Гомельскі дзяржаўны тэхнічны ўніверсітэт імя П.В.Сухога) (ГГТУ им. П. О. Сухого; бел. ГДТУ імя П.В.Сухога) — высшее учебное заведение технического профиля в Гомеле (Беларусь). В университете обучается около 6 тысяч студентов на очной и заочной формах обучения. По состоянию на август 2022 в рейтинге «Webometrics» занимает 21-е место среди 57 ВУЗов (в 2021 году - 20-е место, в январе 2022 - 18-е место) РБ.

## История
Университет был основан в 1968 году как общетехнический факультет Белорусского ордена Трудового Красного Знамени политехнического института при ПО «Гомсельмаш». С 1973 года Гомельский филиал Белорусского политехнического института (сейчас Белорусский национальный технический университет). С 1981 года Гомельский политехнический институт. В 1995 году институту присвоено имя выдающегося авиаконструктора Павла Осиповича Сухого, в 1998 преобразован в университет и получил нынешнее название.
Подготовка специалистов ведётся по 23 специальностям.
В 2014 году агентство «Эксперт РА» присвоило ВУЗу рейтинговый класс «D», означающий «приемлемый уровень» подготовки выпускников.

## Структура
Университет имеет 6 факультетов:
- Энергетический факультет (декан —  к.ф.-м.н., доцент Добродей Александр Олегович)
- Механико-технологический факультет (декан — к.т.н., доцент Одарченко Игорь Борисович)
- Машиностроительный факультет (декан — к.т.н., доцент Гегедеш Марина Григорьевна)
- Гуманитарно-экономический факультет (декан — к.э.н., доцент Андриянчикова Мария Николаевна)
- Факультет автоматизированных и информационных систем (декан — к.т.н., доцент Суторьма Игорь Иванович)
- Заочный факультет (декан — к.т.н, доцент Рудченко Юрий Александрович)

А также:
- Институт повышения квалификации и переподготовки кадров
- Отдел довузовской подготовки и профессиональной ориентации (начальник отдела — к.и.н, доцент Юрис Сергей Анатольевич)
- Подготовительное отделение для иностранных граждан (на базе отдела довузовской подготовки и профессиональной ориентации)
- кафедру «Физическое воспитание и спорт»

Университет имеет 20 кафедр. На дневном отделении обучается более 2  тыс. человек, на заочном — более 2.4 тысяч. Университет располагает тремя учебными корпусами (корпус № 1 — главный — является одним из зданий, официально утверждённых символами города), лабораторным корпусом тяжёлого оборудования (ЛКТО), культурно-спортивным комплексом, комплексом открытых спортивных площадок, студенческим профилакторием, тремя общежитиями.

## Выпускающие кафедры
- Автоматизированный электропривод
- Информатика
- Информационные технологии
- Маркетинг и отраслевая экономика
- Металлургия и технологии обработки материалов
- Нефтегазоразработка и гидропневмоавтоматика
- Промышленная теплоэнергетика и экология
- Промышленная электроника
- Робототехнические системы
- Сельскохозяйственные машины
- Технология машиностроения
- Экономика
- Электроснабжение

## Библиотека
Библиотека Гомельского государственного технического университета им. П. О. Сухого (англ. Library of the Pavel Sukhoi State Technical University of Gomel, бел. Бібліятэка Гомельскага дзяржаўнага тэхнічнага ўніверсітэта імя П. В. Сухога, официальное название — Библиотека учреждения образования «Гомельский государственный технический университет им. П. О. Сухого») — крупная вузовская библиотека Республики Беларусь. Расположена в трёх учебных корпусах в Гомеле, имеет площадь 1394,43 м2. Библиотека насчитывает свыше 1 тысячи единиц хранения.